# Leah Pipes
Leah Marie Pipes (Los Angeles, 12 de agosto de 1988) é uma atriz americana. Ela é mais conhecida por ter interpretado Cami O'Connell em The Originals e por seus papéis nos filmes Sorority Row, Her Best Move e Pixel Perfect.  

## Biografia

### Carreira
Leah começou a atuar em janeiro de 2001, com duas participações na popular série Angel. Depois de alguns comerciais para a Nabisco e Disneyland, conquistou papéis de destaque em outras várias produções para a televisão e também cinema.
Em 2009, estrelou o filme de terror Sorority Row com Briana Evigan, Rumer Willis, Jamie Chung, Audrina Patridge e Margo Harshman. As atrizes receberam em conjunto o prêmio ShoWest de "Female Star of Tomorrow".
Em 2012, protagonizou com EJ Bonilla o filme de romance Musical Chairs, sobre uma competição de dança de salão com cadeirantes.
Em 2013, integrou o elenco principal de Os Originais. Ela interpreta Cami, que é apresentada como uma garçonete e estudante de psicologia fascinada com o comportamento das pessoas. Inicialmente, a moça não sabe da presença de seres sobrenaturais na cidade e se aproxima de Klaus no primeiro momento.

### Vida pessoal
Nascida e criada em Los Angeles.
Em janeiro de 2014, Leah anunciou seu noivado com o ator e músico AJ Trauth, depois de quase três anos de namoro. Eles se casaram no dia 06 de dezembro de 2014, em Santa Bárbara (Califórnia).

## Filmografia

### Televisão
| Ano       | Título                                  | Papel                    | Notas                         |
| --------- | --------------------------------------- | ------------------------ | ----------------------------- |
| 2019      | Charmed                                 | Fiona Callahan           | Elenco Recorrente             |
| 2013-2016 | Os Originais                            | Camille "Cami" O'Connell | Elenco principal;59 Episódios |
| 2013      | The Vampire Diaries                     | Camille "Cami" O'Connell | Episódio 20, Temporada 4      |
| 2013      | Glee                                    | Electra                  | Episódio 12, Temporada 4      |
| 2010      | The Defenders                           | Alexis                   | Episódio 8                    |
| 2010      | Law & Order: Los Angeles                | Miranda Clark            | Episódio 1                    |
| 2010      | The Deep End                            | Beth Branford            | Elenco principal              |
| 2008      | Terminator: The Sarah Connor Chronicles | Jody                     | Episódios 4-7, Temporada 2    |
| 2008      | Ghost Whisperer                         | Kylie                    | Episódio 15, Temporada 3      |
| 2007-2008 | Life Is Wild                            | Katie Clarke             | Elenco principal              |
| 2007      | Crossing Jordan                         | Melissa Ripton           | Episódio 9, Temporada 6       |
| 2006      | Shark                                   | Jordan Metcalfe          | Episódio 10, Temporada 1      |
| 2006      | Bones                                   | Kelly Morris             | Episódio 3, Temporada 2       |
| 2004-2005 | Clubhouse                               | Jessie                   | Episódios 1-3-4-6-8           |
| 2005      | Malcolm in the Middle                   | Stephanie Wright         | Episódio 13, Temporada 6      |
| 2004      | Drake & Josh                            | Mandi The Cheerleader    | Episódio 4, Temporada 2       |
| 2003      | Lost at Home                            | Sarah Davis              | Elenco principal              |
| 2001      | Angel                                   | Daughter                 | Episódios 14-15, Temporada 2  |

### Cinema
| Ano  | Título                          | Papel          | Notas                 |
| ---- | ------------------------------- | -------------- | --------------------- |
| 2014 | Heatstroke                      | Claire         | Curta-metragem        |
| 2014 | Where the Devil Hides           | Sarah          |                       |
| 2013 | Jodi Arias: Dirty Little Secret | Katie          | Telefilme             |
| 2012 | I Will Follow You Into the Dark | Astrid Daniels |                       |
| 2011 | Literally, Right Before Aaron   | Leah           | Curta-metragem        |
| 2011 | Cousin Sarah                    | Sarah          |                       |
| 2011 | Musical Chairs                  | Mia            |                       |
| 2011 | Conception                      | Carla          |                       |
| 2009 | Sorority Row                    | Jessica        |                       |
| 2009 | Get U Home                      | Jessica        | Videoclipe de Shwayze |
| 2009 | Fault Line                      | ...            |                       |
| 2007 | Her Best Move                   | Sara           |                       |
| 2006 | Fingerprints                    | Melanie        |                       |
| 2005 | Odd Girl Out                    | Stacey         | Telefilme             |
| 2005 | Fertile Ground                  | Tess           | Telefilme             |
| 2004 | Pixel Perfect                   | Samantha       | Telefilme             |